# Jeannie Ebner
Pour les articles homonymes, voir Ebner.
Jeannie Ebner, née à Sydney (Australie) le 17 novembre 1918 et morte à Vienne (Autriche) le 16 mars 2004, est une journaliste, sculptrice, romancière et traductrice autrichienne.

## Récompenses et distinctions
- 1971 : prix de la Ville de Vienne de littérature